# Politiek in Utrecht (provincie)
De provincie Utrecht wordt politiek bestuurd vanuit het provinciehuis in de hoofdstad Utrecht.

## Provinciale Staten
| Uitslagen van de verkiezingen voor Provinciale Staten vanaf 2007 | Uitslagen van de verkiezingen voor Provinciale Staten vanaf 2007 | Uitslagen van de verkiezingen voor Provinciale Staten vanaf 2007 | Uitslagen van de verkiezingen voor Provinciale Staten vanaf 2007 | Uitslagen van de verkiezingen voor Provinciale Staten vanaf 2007 | Uitslagen van de verkiezingen voor Provinciale Staten vanaf 2007 | Uitslagen van de verkiezingen voor Provinciale Staten vanaf 2007 | Uitslagen van de verkiezingen voor Provinciale Staten vanaf 2007 | Uitslagen van de verkiezingen voor Provinciale Staten vanaf 2007 | Uitslagen van de verkiezingen voor Provinciale Staten vanaf 2007 | Uitslagen van de verkiezingen voor Provinciale Staten vanaf 2007 | Uitslagen van de verkiezingen voor Provinciale Staten vanaf 2007 | Uitslagen van de verkiezingen voor Provinciale Staten vanaf 2007 |
| Partij                                                           | Partij                                                           | 2007                                                             | 2007                                                             | 2011                                                             | 2011                                                             | 2015                                                             | 2015                                                             | 2019                                                             | 2019                                                             | 2023                                                             | 2023                                                             |                                                                  |
| Partij                                                           | Partij                                                           | %                                                                | Zetels                                                           | %                                                                | Zetels                                                           | %                                                                | Zetels                                                           | %                                                                | Zetels                                                           | %                                                                | Zetels                                                           |                                                                  |
| ---------------------------------------------------------------- | ---------------------------------------------------------------- | ---------------------------------------------------------------- | ---------------------------------------------------------------- | ---------------------------------------------------------------- | ---------------------------------------------------------------- | ---------------------------------------------------------------- | ---------------------------------------------------------------- | ---------------------------------------------------------------- | ---------------------------------------------------------------- | ---------------------------------------------------------------- | ---------------------------------------------------------------- | ---------------------------------------------------------------- |
|                                                                  | BoerBurgerBeweging                                               | -                                                                | -                                                                | -                                                                | -                                                                | -                                                                | -                                                                | -                                                                | -                                                                | 13,16                                                            | 7                                                                |                                                                  |
|                                                                  | GroenLinks                                                       | 9,05                                                             | 4                                                                | 9,17                                                             | 4                                                                | 7,58                                                             | 4                                                                | 16,07                                                            | 8                                                                | 12,86                                                            | 7                                                                |                                                                  |
|                                                                  | Volkspartij voor Vrijheid en Democratie                          | 20,11                                                            | 10                                                               | 22,15                                                            | 11                                                               | 17,45                                                            | 9                                                                | 15,31                                                            | 8                                                                | 11,87                                                            | 6                                                                |                                                                  |
|                                                                  | Democraten 66                                                    | 4,03                                                             | 2                                                                | 10,72                                                            | 5                                                                | 17,43                                                            | 9                                                                | 9,45                                                             | 5                                                                | 9,32                                                             | 5                                                                |                                                                  |
|                                                                  | Christen-Democratisch Appèl                                      | 22,41                                                            | 11                                                               | 12,06                                                            | 6                                                                | 12,14                                                            | 6                                                                | 9,88                                                             | 5                                                                | 8,00                                                             | 4                                                                |                                                                  |
|                                                                  | Partij van de Arbeid                                             | 15,82                                                            | 8                                                                | 14,66                                                            | 7                                                                | 9,15                                                             | 5                                                                | 7,30                                                             | 4                                                                | 6,79                                                             | 3                                                                |                                                                  |
|                                                                  | Partij voor de Dieren                                            | 2,66                                                             | 1                                                                | 2,02                                                             | 1                                                                | 4,14                                                             | 2                                                                | 4,71                                                             | 2                                                                | 5,65                                                             | 3                                                                |                                                                  |
|                                                                  | ChristenUnie                                                     | 8,87                                                             | 4                                                                | 4,76                                                             | 2                                                                | 6,16                                                             | 3                                                                | 7,29                                                             | 4                                                                | 5,52                                                             | 3                                                                |                                                                  |
|                                                                  | Volt Nederland                                                   | -                                                                | -                                                                | -                                                                | -                                                                | -                                                                | -                                                                | -                                                                | -                                                                | 4,60                                                             | 2                                                                |                                                                  |
|                                                                  | JA21                                                             | -                                                                | -                                                                | -                                                                | -                                                                | -                                                                | -                                                                | -                                                                | -                                                                | 4,32                                                             | 2*                                                               |                                                                  |
|                                                                  | Partij voor de Vrijheid                                          | -                                                                | -                                                                | 10,63                                                            | 5                                                                | 9,02                                                             | 4                                                                | 4,92                                                             | 2                                                                | 4,09                                                             | 2*                                                               |                                                                  |
|                                                                  | Staatkundig Gereformeerde Partij                                 | 3,24                                                             | 1                                                                | 2,99                                                             | 1                                                                | 3,94                                                             | 2                                                                | 3,54                                                             | 1                                                                | 3,79                                                             | 2                                                                |                                                                  |
|                                                                  | Socialistische Partij                                            | 11,72                                                            | 5                                                                | 8,21                                                             | 4                                                                | 8,84                                                             | 4                                                                | 3,88                                                             | 2                                                                | 2,59                                                             | 1                                                                |                                                                  |
|                                                                  | Forum voor Democratie                                            | -                                                                | -                                                                | -                                                                | -                                                                | -                                                                | -                                                                | 11,60                                                            | 6                                                                | 2,07                                                             | 1                                                                |                                                                  |
|                                                                  | 50PLUS                                                           | -                                                                | -                                                                | 2,05                                                             | 1                                                                | 2,88                                                             | 1                                                                | 2,88                                                             | 1                                                                | 1,78                                                             | 1                                                                |                                                                  |
|                                                                  | DENK                                                             | -                                                                | -                                                                | -                                                                | -                                                                | -                                                                | -                                                                | 2,13                                                             | 1                                                                | 1,59                                                             | 0                                                                |                                                                  |
|                                                                  | Mooi Utrecht                                                     | 2,09                                                             | 1                                                                | 0,22                                                             | 0                                                                | -                                                                | -                                                                | -                                                                | -                                                                | -                                                                | -                                                                |                                                                  |
|                                                                  | overige partijen                                                 | -                                                                | -                                                                | 0,37                                                             | 0                                                                | 1,27                                                             | 0                                                                | 1,06                                                             | 0                                                                | 2,00                                                             | 0                                                                |                                                                  |
| totaal                                                           | totaal                                                           | 100                                                              | 47                                                               | 100                                                              | 47                                                               | 100                                                              | 49                                                               | 100                                                              | 49                                                               | 100                                                              | 49                                                               |                                                                  |
| opkomstpercentage                                                | opkomstpercentage                                                | 50,11                                                            |                                                                  | 61,69                                                            |                                                                  | 52,59                                                            |                                                                  | 61,57                                                            |                                                                  | 63,44                                                            |                                                                  |                                                                  |

- *De twee Statenleden van JA21 en één Statenlid van de PVV hebben zich op 10 oktober 2023 afgesplitst en hebben een eigen partij opgericht; UtrechtNu!

## Gedeputeerde Staten
Hans Oosters is sinds 1 februari 2019 commissaris van de Koning.
Provinciesecretaris / algemeen directeur is Anneke Knol - van Leeuwen.

### 2007-2011
Het college van Gedeputeerde Staten berustte op een coalitie van VVD, CDA en ChristenUnie en bestond uit de volgende gedeputeerden:
- Joop Binnekamp (VVD)
- Marjan Haak (ChristenUnie)
- Wouter de Jong (ChristenUnie)
- Bart Krol (CDA)
- Remco van Lunteren (VVD)
- Anneke Raven (CDA)

### 2011-2015
Het college van Gedeputeerde Staten berustte op een coalitie van VVD, CDA, D66 en GroenLinks en bestond uit de volgende gedeputeerden:
- Bart Krol (CDA)
- Remco van Lunteren (VVD)
- Mariëtte Pennarts (GL)
- Ralph de Vries (D66)

### 2015-2019
Het college van Gedeputeerde Staten berustte op een coalitie van VVD, D66, CDA en GroenLinks en bestond uit de volgende gedeputeerden:
- Pim van den Berg (D66)
- Mirjam Maasdam (CDA)
- Mariëtte Pennarts (GL)
- Dennis Straat (VVD)

### 2019-2023
Het college van Gedeputeerde Staten berustte op een coalitie van GroenLinks, D66, CDA, PvdA en ChristenUnie en bestond uit de volgende gedeputeerden:
- Hanke Bruins Slot (CDA) (tot 10 januari 2022)
- Mirjam Sterk (CDA) (vanaf 9 februari 2022)
- Huib van Essen (GL)
- Robert Strijk (D66)
- Rob van Muilekom (PvdA)
- Arne Schaddelee (ChristenUnie)

### 2023-2027
Het college van Gedeputeerde Staten berust op een coalitie van GroenLinks, VVD, D66, CDA en PvdA en bestaat uit de volgende gedeputeerden:
- Huib van Essen (GroenLinks)
- André van Schie (VVD)
- Has Bakker (D66)
- Mirjam Sterk (CDA)
- Rob van Muilekom (PvdA)

## Landelijke verkiezingen in de provincie Utrecht
| Uitslagen van de verkiezingen vanaf 2006 (in percentages) | Uitslagen van de verkiezingen vanaf 2006 (in percentages) | Uitslagen van de verkiezingen vanaf 2006 (in percentages) | Uitslagen van de verkiezingen vanaf 2006 (in percentages) | Uitslagen van de verkiezingen vanaf 2006 (in percentages) | Uitslagen van de verkiezingen vanaf 2006 (in percentages) | Uitslagen van de verkiezingen vanaf 2006 (in percentages) | Uitslagen van de verkiezingen vanaf 2006 (in percentages) | Uitslagen van de verkiezingen vanaf 2006 (in percentages) | Uitslagen van de verkiezingen vanaf 2006 (in percentages) | Uitslagen van de verkiezingen vanaf 2006 (in percentages) |
| Partij                                                    | TK2006                                                    | EP2009                                                    | TK2010                                                    | TK2012                                                    | EP2014                                                    | TK2017                                                    | EP2019                                                    | TK2021                                                    | TK2023                                                    | EP2024                                                    |
| --------------------------------------------------------- | --------------------------------------------------------- | --------------------------------------------------------- | --------------------------------------------------------- | --------------------------------------------------------- | --------------------------------------------------------- | --------------------------------------------------------- | --------------------------------------------------------- | --------------------------------------------------------- | --------------------------------------------------------- | --------------------------------------------------------- |
| GL                                                        | 6,47                                                      | 11,84                                                     | 8,85                                                      | 3,58                                                      | 10,03                                                     | 11,67                                                     | 15,12                                                     | 7,03                                                      | 20,45                                                     | 25,18                                                     |
| PvdA                                                      | 18,66                                                     | 10,68                                                     | 18,10                                                     | 22,51                                                     | 8,66                                                      | 5,19                                                      | 16,67                                                     | 4,83                                                      | 20,45                                                     | 25,18                                                     |
| PVV                                                       | 5,07                                                      | 14,49                                                     | 12,52                                                     | 7,90                                                      | 10,33                                                     | 10,02                                                     | 2,44                                                      | 7,90                                                      | 17,60                                                     | 12,49                                                     |
| VVD                                                       | 16,72                                                     | 11,83                                                     | 23,22                                                     | 29,62                                                     | 12,66                                                     | 22,69                                                     | 15,50                                                     | 21,69                                                     | 16,20                                                     | 11,33                                                     |
| D66                                                       | 2,71                                                      | 14,85                                                     | 9,25                                                      | 10,88                                                     | 19,54                                                     | 15,30                                                     | 9,00                                                      | 18,59                                                     | 8,38                                                      | 10,56                                                     |
| CDA                                                       | 26,76                                                     | 16,19                                                     | 11,99                                                     | 7,42                                                      | 12,58                                                     | 10,71                                                     | 10,32                                                     | 8,27                                                      | 3,37                                                      | 8,08                                                      |
| Volt                                                      | -                                                         | -                                                         | -                                                         | -                                                         | -                                                         | -                                                         | 2,48                                                      | 3,52                                                      | 2,56                                                      | 6,95                                                      |
| PvdD                                                      | 1,86                                                      | 3,27                                                      | 1,21                                                      | 1,93                                                      | 4,01                                                      | 3,36                                                      | 4,08                                                      | 4,19                                                      | 2,78                                                      | 5,29                                                      |
| SGP                                                       | 1,99                                                      | [ 5 ]                                                     | 2,21                                                      | 2,68                                                      | [ 5 ]                                                     | 2,62                                                      | [ 5 ]                                                     | 2,70                                                      | 2,77                                                      | 4,52                                                      |
| CU                                                        | 5,52                                                      | 9,12                                                      | 4,58                                                      | 4,44                                                      | 10,09                                                     | 4,94                                                      | 9,09                                                      | 4,89                                                      | 2,97                                                      | 3,80                                                      |
| BBB                                                       | -                                                         | -                                                         | -                                                         | -                                                         | -                                                         | -                                                         | -                                                         | 0,46                                                      | 2,86                                                      | 3,16                                                      |
| NSC                                                       | -                                                         | -                                                         | -                                                         | -                                                         | -                                                         | -                                                         | -                                                         | -                                                         | 10,50                                                     | 3,11                                                      |
| FvD                                                       | -                                                         | -                                                         | -                                                         | -                                                         | -                                                         | 1,54                                                      | 8,68                                                      | 3,60                                                      | 1,76                                                      | 1,76                                                      |
| SP                                                        | 13,24                                                     | 5,75                                                      | 7,11                                                      | 6,56                                                      | 7,29                                                      | 5,65                                                      | 2,25                                                      | 3,96                                                      | 2,32                                                      | 1,61                                                      |
| 50Plus                                                    | -                                                         | -                                                         | -                                                         | 1,61                                                      | 2,37                                                      | 2,27                                                      | 2,75                                                      | 0,82                                                      | 0,40                                                      | 0,63                                                      |
| JA21                                                      | -                                                         | -                                                         | -                                                         | -                                                         | -                                                         | -                                                         | -                                                         | 2,17                                                      | 0,62                                                      | 0,56                                                      |
| DENK                                                      | -                                                         | -                                                         | -                                                         | -                                                         | -                                                         | 2,73                                                      | 1,10                                                      | 2,75                                                      | 3,10                                                      | -                                                         |
| BIJ1                                                      | -                                                         | -                                                         | -                                                         | -                                                         | -                                                         | -                                                         | -                                                         | 0,88                                                      | 0,49                                                      | -                                                         |
| overig                                                    | 1,01                                                      | 1,98                                                      | 0,96                                                      | 0,86                                                      | 2,43                                                      | 1,31                                                      | 0,53                                                      | 1,76                                                      | 0,86                                                      | 0,79                                                      |
| opkomst                                                   | 82,90                                                     | 42,34                                                     | 79,32                                                     | 78,42                                                     | 42,70                                                     | 84,80                                                     | 48,47                                                     | 82,48                                                     | 81,50                                                     | 53,73                                                     |